# Арленис Соса
Арленис Соса (на испански: Arlenis Sosa) е модел от Доминиканската република, лице на марката Lancôme.

## Биография
Родена е на 7 май 1989 г. в Копей, провинция Монтекристи, Доминиканска република. След дипломирането си се премества със семейството си в Ню Йорк. Там тя е забелязана от дизайнера Luis Menieur, който и предлага да започне кариера като модел., след което тя започва работа в агенция Marilyn Models.